# Мишкі (Великопольське воєводство)
Мишкі (пол. Myszki) — село в Польщі, у гміні Кішково Гнезненського повіту Великопольського воєводства.
Населення — 121 особа (2011).
У 1975-1998 роках село належало до Познанського воєводства.

## Демографія
Демографічна структура станом на 31 березня 2011 року:
|          | Загалом | Допрацездатний вік | Працездатний вік | Постпрацездатний вік |
| -------- | ------- | ------------------ | ---------------- | -------------------- |
| Чоловіки | 59      | 9                  | 45               | 5                    |
| Жінки    | 62      | 20                 | 33               | 9                    |
| Разом    | 121     | 29                 | 78               | 14                   |